# نادي غريميو بارويري
نادي غريميو بارويري (Grêmio Barueri Futebol Ltda) ، المعروف باسم غريميو بارويري ، هو نادي كرة قدم برازيلي من بارويري، ولاية ساو باولو.
تأسّس النادي في 26 مارس 1989 لتمثيل بلدية بارويري في العديد من الألعاب الرياضية المختلفة.
الملعب الأساسي للنادي هو أرينا بارويري.

## وصلات خارجية
- صفحة الفريق على موقع في الجول